# Hiccoda completa
Hiccoda completa là một loài bướm đêm trong họ Noctuidae.